# Heteronyx rectangulus
Heteronyx rectangulus är en skalbaggsart som beskrevs av Blackburn 1910. Heteronyx rectangulus ingår i släktet Heteronyx och familjen Melolonthidae. Inga underarter finns listade i Catalogue of Life.